# Gamasomorpha cataphracta
Gamasomorpha cataphracta is een spinnensoort in de taxonomische indeling van de Dwergcelspinnen (Oonopidae).
Het dier behoort tot het geslacht Gamasomorpha. De wetenschappelijke naam van de soort werd voor het eerst geldig gepubliceerd in 1881 door Ferdinand Karsch.